# Wohnhaus Katharinenstraße 12

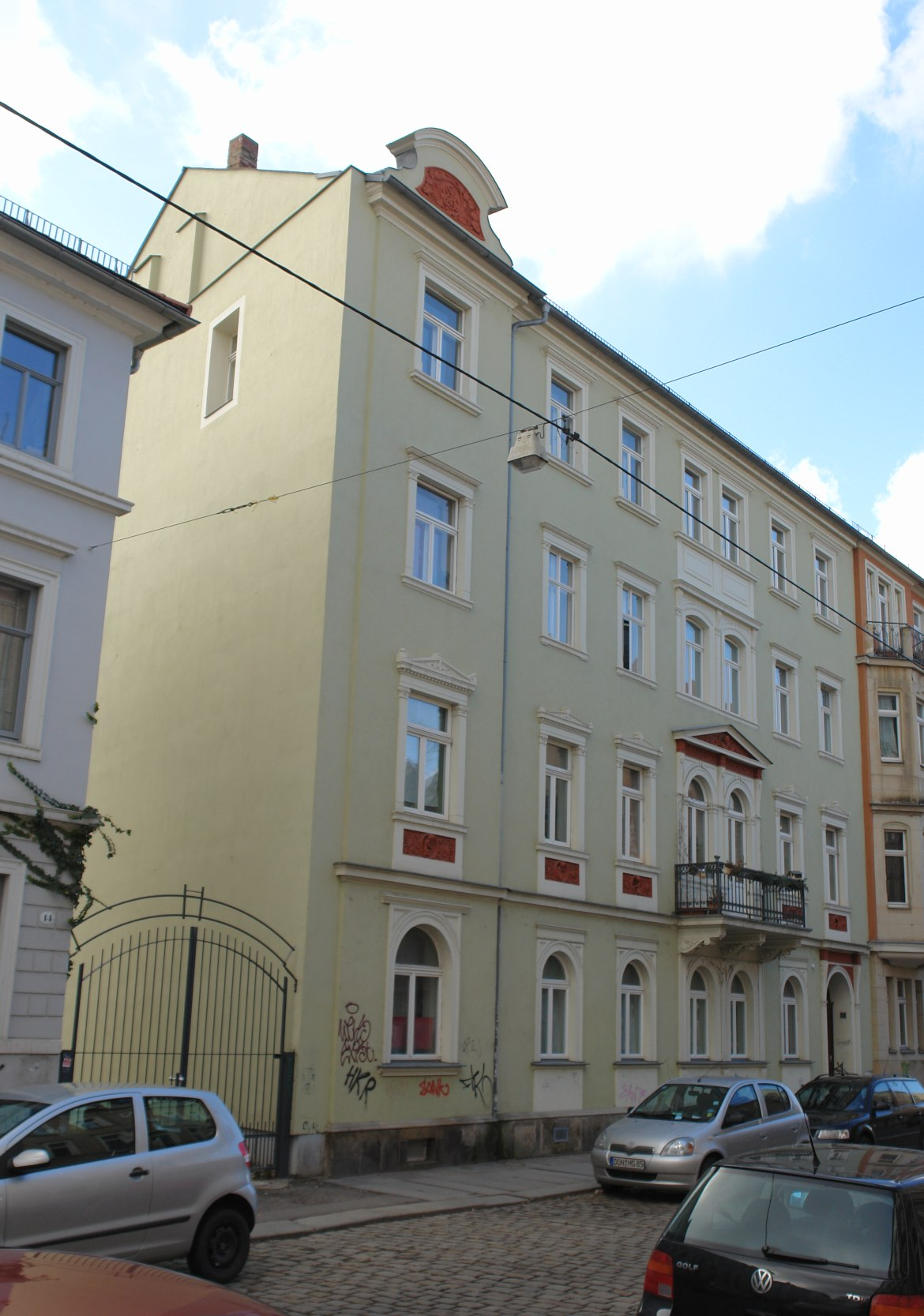
Katharinenstraße 12

Das Wohnhaus Katharinenstraße 12 ist ein 1851 erbautes denkmalgeschütztes Gebäude in der Äußeren Neustadt Dresdens.

## Gebäude
Die Architektur des viergeschossigen Hauses steht „dem Hellenismus der Berliner […] Architektur“ nahe. Das Gebäude wurde als Mietshaus für eine geschlossene Bebauung konzipiert, steht jedoch teilweise frei. Die Fassade hat eine Frontlänge von sechs Achsen und ist leicht asymmetrisch strukturiert. Während sich oberhalb des Erdgeschosses ein Gesims befindet, bildet ein kräftiges Kranzgesims den oberen Abschluss der Fassade. Im Erdgeschoss sowie in der Mittelachse sind Rundbogenfenster eingeordnet. Im ersten Obergeschoss wurden die Fenstergewände als Pilaster mit Kapitellen ausgeführt, auf denen der Mittelachse befindet sich eine Verdachung mit Flachgiebel und Akroterien ruht. Unterhalb der Fenster des ersten Obergeschosses sind Kartuschen („Spiegel“) mit üppiger Dekoration angebracht worden. Flachkupplige Wölbungen befinden sich im Treppenhaus.

## Geschichte
Das Gebäude hat die Zerstörung durch die Luftangriffe auf Dresden 1945, wie nahezu alle Gebäude der Äußeren Neustadt, überstanden. Durch unterlassene Instandhaltungsmaßnahmen durch die Mangelwirtschaft der DDR befand es sich 1990 in einem stark sanierungsbedürftigen Zustand, wurde jedoch noch vollständig bewohnt. Als Bauwerk gehört es seit 1991 zum ersten Sanierungsgebiet der Stadt und konnte in den 1990er Jahren durch Fördermittel weitgehend in seinem Ursprungszustand erhalten werden. Für die Nutzung gelten die Bestimmungen der Erhaltungssatzung für die Äußere Neustadt (hier: Ausschluss gewerblicher Nutzung oberhalb des Erdgeschosses).